# Quinlan (Teksas)
Quinlan je grad u američkoj saveznoj državi Teksas. Prema popisu stanovništva iz 2010. u njemu je živjelo 1.394 stanovnika.